# Josephine Henry

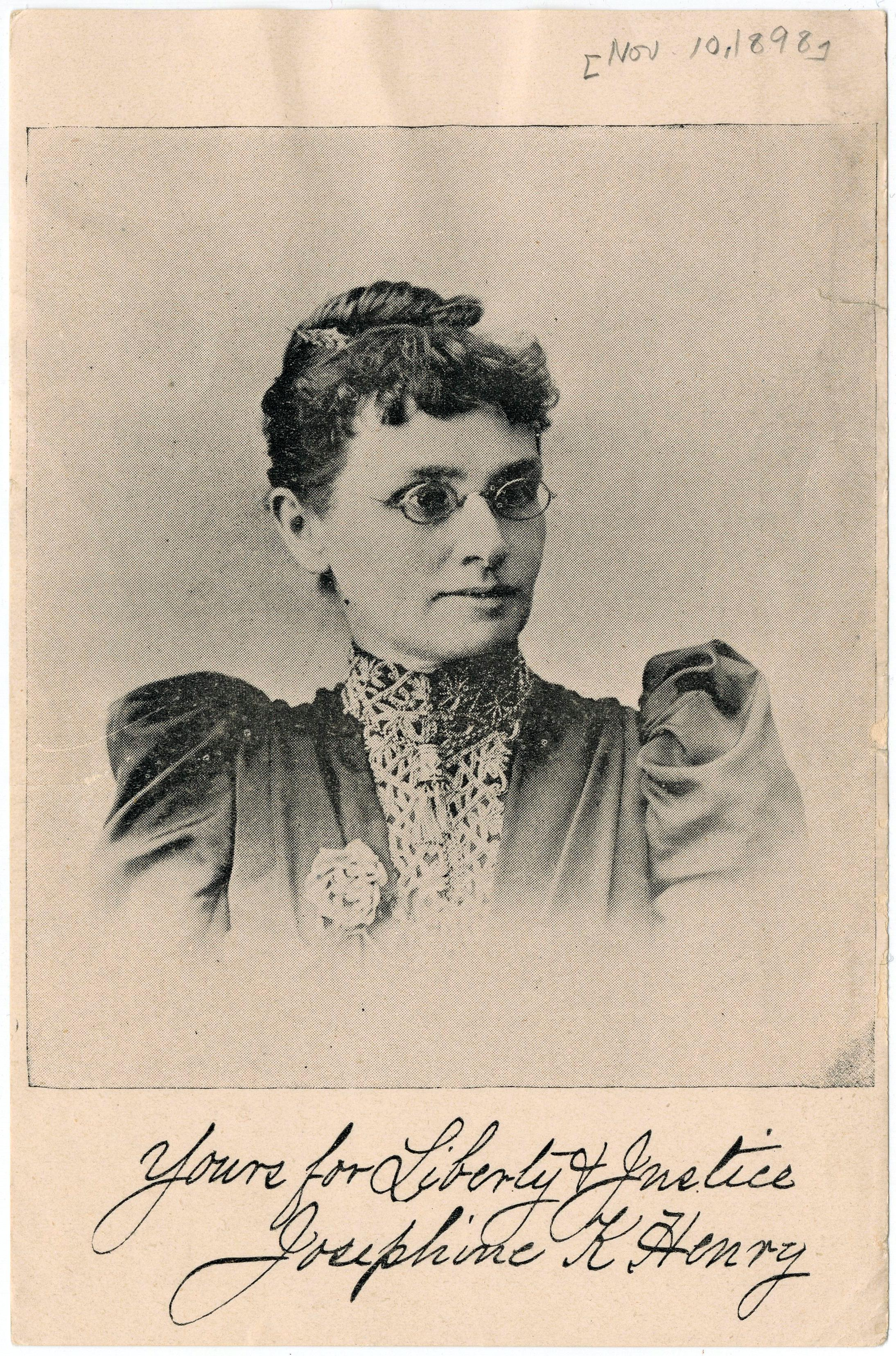
Handsigniertes Bild von Josephine K. Henry mit der Aufschrift: Yours for Liberty & Justice Josephine K. Henry. 10. November 1898

 Josephine Kirby Henry (* 22. Februar 1846 in Newport, Kentucky, USA; † 8. Januar 1928 in Versailles, Kentucky) war eine US-amerikanische Sozialreformerin und Schriftstellerin. Sie war die erste Frau, die für ein landesweites Amt in Kentucky kandidierte, und sie war 1894 maßgeblich an der Verabschiedung des Kentucky Married Woman’s Property Act beteiligt.

## Leben und Werk
Henry war die Tochter von Mary Kirby Williamson und Euclid Williamson. Sie gab Klavierunterricht und unterrichtete für mehrere Jahre an der Versailles Academy for Ladies. 1868 heiratete sie William Henry, mit dem sie 1861 einen Sohn bekam.

## Kentucky Equal Rights Association
Im letzten Jahrzehnt des 19. Jahrhunderts war Kentucky der einzige Staat, in dem den Frauen durch die Ehe ihre grundlegenden Bürgerrechte verweigert wurden. 1888 gründeten Henry und Laura Clay die Kentucky Equal Rights Association  (KERA). Der Verband kämpfte für eine Sozialreform, einschließlich des Frauenwahlrechts bei allen Kommunal-, Landes- und nationalen Wahlen und das Recht einer verheirateten Frau, ihr eigenes Vermögen zu besitzen oder ein Testament oder einen Vertrag aufzustellen. Die KERA organisierte mehrere Kampagnen zur Änderung der Gesetze in Bezug auf die finanzielle Abhängigkeit und die wirtschaftlichen Rechte von Frauen.
1894 unterzeichnete Gouverneur John Young Brown das  Weissinger-Gesetz, welches Ehefrauen die Kontrolle über ihr Grundstück und ihr persönliches Eigentum gab. Die Verabschiedung dieses Married Woman’s Property Act, auch bekannt als Husband and Wife Bill  versetzte Frauen in die Lage, Testamente zu erstellen, Vormund für ihre Kinder zu sein und Eigentum zu besitzen oder zu erben. Obwohl die Kentucky General Assembly den Gesetzentwurf einschränkte, um verheirateten Frauen einige allgemeine Eigentumsrechte in Kentucky zu geben, sah Henry den Entwurf als entscheidend für die Etablierung der wirtschaftlichen Unabhängigkeit der Frauen an.

## Politische Kampagnen
Henry war 1890 und 1894 die Kandidatin der Prohibition Party für das Berufungsgericht von Kentucky und war die erste Frau im Süden, die in einer öffentlichen Kampagne für ein Staatsamt kandidierte. Einige Jahre später wurde sie zum Superintendent of Public Instruction ernannt.  Am 14. November 1897 erklärte sich Henry bereit, als Präsidentschaftskandidatin der Prohibition Party nominiert zu werden.

## Säkularismus und Freidenkerin
Henry war in Freethought-Organisationen wie der Freethought Federation of America und der American Secular Union aktiv. Sie arbeitete 1895 mit Elizabeth Cady Stanton und einer Gruppe von Frauenrechtlerinnen an dem Projekt The Woman’s Bible mit  und war damit Mitglied des internationalen Revisionskomitees, einer Gruppe von Frauen aus Europa und den USA, die Kommentare zu der 1888 überarbeiteten Version der King-James-Bibel verfassten. Ihre Beteiligung an diesem Projekt und ihre offenen Ansichten zu Religion, Ehe und Scheidung führten vor der Jahrhundertwende zu einer Spaltung zwischen Henry und Laura Clay und anderen Frauen in der Kentucky Equal Rights Association.
Henry schrieb Gedichte, zwei Bücher und Hunderte von Zeitungsartikeln, von denen viele landesweit abgedruckt wurde.
Nach einem Schlaganfall starb Josephine Henry im Alter von 84 Jahren in Versailles.

## Ehrungen
- 1920 erhielt sie von der National American Woman Suffrage Association die Auszeichnung Pioneer Distinguished Service.[7]
- 2019 wurde zu ihren Ehren ein historischer Marker vor ihrem ehemaligen Haus in Versailles platziert.[8]

## Veröffentlichungen (Auswahl)
- Marriage and Divorce. Hodder and Stoughton, 1948.
- Woman and the Bible. James E. Hughes, 1905.
- Married Women’s Property Rights, Under Kentucky Laws: An Appeal for Justice. Kentucky Equal Rights Association, 1880.
- The New Woman of the New South. In:  The Arena, Volume 11, S. 353–363, Boston, Mass.[9]
- A Parody On Comin’ Thro’ The Rye. In: Woodford Sun, 24. September 1908.[10]